# Capitalisme, désir et servitude

Capitalisme, désir et servitude - Marx et Spinoza est un ouvrage de l'économiste et philosophe français Frédéric Lordon, paru en 2010 aux éditions La Fabrique.

## Résumé
Frédéric Lordon revisite dans cet ouvrage la théorie marxienne des rapports de domination au sein de la société capitaliste à la lumière de l'anthropologie de Baruch Spinoza. Cela le conduit à décrire le capitalisme comme une tentative d'enrôlement total des salariés par les patrons. Il analyse ce que cette vision spinoziste du capitalisme induit pour le projet communiste.

## Analyse

### Rappel de philosophie spinoziste
Frédéric Lordon propose dans ce livre une analyse spinoziste du capitalisme du XXIe siècle. Il lui est donc nécessaire dans la première partie de son ouvrage de présenter brièvement quelques concepts issus de Spinoza, dont il fait un usage extensif. La notion première est celle de conatus. Celui-ci est l'énergie fondamentale qui habite les corps et les met en mouvement. Cette puissance d'agir est au départ sans objet. L'histoire relationnelle de l'individu la conduit ensuite à s'incarner sous forme de désirs,.

### Le capitalisme vu sous l'angle du désir et des affects
Frédéric Lordon utilise cet outillage conceptuel du XVIIe siècle pour comprendre les relations au sein de la sphère économique actuelle. Dans ce contexte, le rapport salarial est vu comme un rapport d'enrôlement du conatus du travailleur au service de celui du patron. Le capitalisme peut dans ce cadre être vu comme une chaîne de dépendance verticale, où tous les conatus tendent à s'aligner sur celui du sommet, via une pression partant du haut et source de violence tout le long de la chaîne.
Frédéric Lordon est un économiste hétérodoxe. Il tâche dans cet ouvrage de fournir des bases philosophiques à sa critique du néolibéralisme. Selon lui, la libéralisation des marchés et des investissements à la fin du XXe siècle a conduit le désir capitaliste à se sentir illimité. Le patronat rêve depuis lors d'un alignement complet du conatus des employés sur le sien. Cette recherche d'une coïncidence totale des désirs du salarié sur ceux de l'entreprise doit donc être considérée, selon Frédéric Lordon, comme une tentative totalitaire, par définition. Au début du capitalisme, la capacité d'enrôlement salarial tenait dans la volonté du travailleur de ne pas mourir de faim (affect triste). L'avènement du fordisme y a ensuite ajouté la possibilité d'accès à la consommation de masse (affect joyeux, mais étranger à l'activité salariée). Le capital actuel cherche à faire naître des affects joyeux intrinsèques à l'emploi salarié. Il demande, de la part de ses enrôlés, des désirs dans son sens spontanés, et non plus simulés,. Frédéric Lordon recense les conséquences de cette recherche d'engagement total sur le marché du travail actuel :
- La société construit déjà des images valorisantes de nombreux métiers, faisant naître une joie intrinsèque à leur pratique.
- L'attribution par le travailleur d'une certaine valeur à son travail peut simplement découler de sa répugnance à accepter le non-sens de son action.
- Le recrutement consiste à trouver des candidats dont le désir est le plus alignable possible sur celui du patron.
- La volonté de satisfaire son patron pour s'en faire aimer est déjà en elle-même une source puissante d'alignement du désir du salarié.
- Le coaching vise à faire penser aux cadres que leurs problèmes viennent de l'intérieur (leur personnalité) et jamais de l'extérieur (l'entreprise). En ce sens, ce fonctionnement est homologue à celui des sectes[8].

Dans le cas où cette induction de désir conforme réussit, que reprocher à l'enrôlement capitaliste ? Frédéric Lordon rappelle que même dans le cas où il ne fait qu'induire des affects joyeux (avancement, reconnaissance, appartenance), il en écarte d'autres (répartition plus équitable des rémunérations, accommodement des contraintes concurrentielles) et reste donc une domination. Le désir-maître du patron fixe la puissance d'agir et limite la variété des affectations du désir. La suppression de la domination doit conduire à élargir le champ d'action du conatus.

### Recherche d'alternative à l'asservissement capitaliste du désir
Frédéric Lordon resitue ensuite cette analyse spinozienne dans le contexte de la critique du capitalisme issue de Marx. Pour lui, ce que capte le patronat, ce n'est pas seulement de la plus-value, mais de la puissance d'agir, en induisant des désirs qui sont les siens, et en proposant des affects liés à leur réalisation. Cette captation de la puissance d'agir est commune à tous les types de patron, le capitaliste, mais aussi le mandarin universitaire, le chorégraphe, le croisé, le directeur d'ONG... Parallèlement, l'origine de la domination, plus que la propriété des moyens de production, est la division du travail, dans laquelle ceux qui coordonnent ont intrinsèquement plus de pouvoir que ceux qui exécutent.
Dans une perspective révolutionnaire, le point commun des membres d'une classe pouvant vouloir renverser le capitalisme est un affect triste très puissant : le mécontentement. Pour autant, Frédéric Lordon rappelle que, quel que soit le type d'organisation économique résultant d'une révolution, les individus dont le conatus est plus fort vont s'approprier plus de joie issue de la reconnaissance pour l'activité accomplie que les autres. Il faut donc trouver l'organisation institutionnelle qui permette le maximum de réalisation de la puissance d'agir, c'est-à-dire l'absence de captation des désirs des uns par ceux des autres, et la prééminence de la raison.

## Réception
Le Monde qualifie le livre d'« essai ambitieux, mais toujours très clair ». 
La rigueur de l'analyse,, la richesse de cette approche interdisciplinaire , à la frontière de la philosophie politique, de l'anthropologie et de l'économie, et le souci de pédagogie ont été soulignés à la sortie de l'ouvrage. La pertinence de la confrontation entre le structuralisme économique de Marx et l'anthropologie des passions de Spinoza, menée par Frédéric Lordon, a été unanimement saluée, même si la réflexion a pu être qualifiée d'"un peu abstraite", ou nécessitant sans doute une connaissance préalable de Spinoza.
Après l'analyse théorique de l'économie du désir dans la sphère capitaliste, Frédéric Lordon propose à la fin du livre des mesures concrètes destinées à dépasser l'enrôlement du désir du salarié par celui du patron, mesures qui ont reçu un accueil plus mitigé, car jugées trop radicales, ou au contraire insuffisamment approfondies. Enfin, la vision purement sociologique des relations salarié-patron, évitant toute "psychologisation", a aussi pu être jugée comme trop déterministe, oubliant les "capacités d'autonomisation des individus", ces derniers pouvant trouver des marges de manœuvre face aux tentatives de manipulation de leur désir.
Adèle Van Reeth recommande l'ouvrage dans Philosophie Magazine comme « une lecture originale et passionnante du capitalisme ».
Dans les médias audiovisuels, l'ouvrage de Frédéric Lordon est présenté par Sylvain Bourmeau dans l'émission La Suite dans les idées sur France Culture.

## Adaptation
Bienvenue dans l’Angle Alpha est l'adaptation scénique du livre par Judith Bernard qui « parvient, avec cinq autres comédiens dont une danseuse, à en faire un objet théâtral intelligible et intelligent, poétique et drôle ». Les premières représentations ont eu lieu au Théâtre de Ménilmontant en janvier 2014.

### Livres
- Penser l’émancipation. Offensives capitalistes et résistances internationales, sous la direction d'Hadrien Buclin, Joseph Daher, Christakis Georgiou et Pierre Raboud, Éditions La Dispute, 2013, 422 pages (extrait en ligne).

### Articles
- Daniel Bachet, « Capitalisme, désir et servitude. Marx et Spinoza », Alternatives économiques, no 295,‎ octobre 2010 (lire en ligne, consulté le 27 février 2015)
- Jean-Luc Metzger, « Frédéric Lordon, Capitalisme, désir et servitude. Marx et Spinoza », La nouvelle revue du travail, no 2,‎ 2013 (lire en ligne, consulté le 6 avril 2015)

- Hervé Polesi, « Frédéric Lordon, Capitalisme, désir et servitude. Marx et Spinoza », Lectures,‎ 2010 (lire en ligne, consulté le 27 février 2015)
- « Capitalisme, désir et servitude. Marx et Spinoza », Idées économiques et sociales, no 168,‎ 2012, p. 77 (lire en ligne, consulté le 27 février 2015)
- L’économie politique et les affects, de la théorie à la pratique. Lecture croisée de deux ouvrages de Frédéric Lordon, par Oiry Goulven, revue ¿ Interrogations ?, No 13. Le retour aux enquêtés, décembre 2011 en ligne (Consulté le 6 avril 2015)